# Кандидиан
Кандидиан (лат. Gaius Valerius Candidianus; ок. 297, Фессалоники — 313, Никомедия) — возможно, краткосрочный соправитель римского императора Галерия.
Кандидиан был незаконнорождённым сыном Галерия от наложницы. Он был усыновлён бездетной женой Галерия Валерией. Возможно, Галерий предполагал сделать Кандидиана августом на востоке в обход требований своего племянника Максимина Дазы. Был ли назначен Кандидиан цезарем или августом, неизвестно. Лактанций говорит, что император Максимиан хотел сделать Кандидиана цезарем.
Кандидиан бежал во владения Дазы, где тот хотел жениться на его матери. После победы над Дазой, одержанной Лицинием в 313 году, Кандидиан приехал в Никомедию, где и был убит.
Монеты Кандидиана неизвестны.